# Колибаївка
Колиба́ївка (до 1945 року — Янчинці) — село в Україні, Кам'янець-Подільській міській громаді Кам'янець-Подільського району Хмельницької області.

## Географія
Село, розташоване за 7 км від райцентру міста Кам'янець-Подільський і залізничної станції Кам'янець-Подільський. Через село проходить автомобільна дорога Н03. На південно-західній стороні від села бере початок річка Білява.

### Клімат
Колибаївка знаходяться в межах вологого континентального клімату із теплим літом, у так званому «теплому Поділлі». Але діяльність людини призводить до зміни клімату та глобального потепління. Рівень наповнення річок водою по області становить лише 20 % від необхідного стандарту, значна частина земної поверхні стає посушливою. Для покращення ситуації варто було б відновлювати екосистеми та лісові насадження.

## Назва
Місцева легенда про походження назви засвідчує:
| | \| «Було це в далекі часи. Подорожував із Бессарабії один чоловік. Пройшовши довгу путь, стомився у дорозі. Тай вечір уже настав. Побачив яр на полі, тай заночував там. Уранці оглядівся навкруг, урочище було серед простого поля. Неподалік був ліс, сподобав чоловік собі ту місцевість. Вирив землянку, шалаш зробив, якого він називав колубай. Згодом перевів свою родину у цей колубай і оселився там. Так і почали називати поселення Колубаїв яр, а згодом Колибаїв[1]». \| |
| «Було це в далекі часи. Подорожував із Бессарабії один чоловік. Пройшовши довгу путь, стомився у дорозі. Тай вечір уже настав. Побачив яр на полі, тай заночував там. Уранці оглядівся навкруг, урочище було серед простого поля. Неподалік був ліс, сподобав чоловік собі ту місцевість. Вирив землянку, шалаш зробив, якого він називав колубай. Згодом перевів свою родину у цей колубай і оселився там. Так і почали називати поселення Колубаїв яр, а згодом Колибаїв». | |

Після Люблінської унії 1569 року території Західного Поділля відійшли до Речі Посполитої, а за 20 років по тому польський король Стефан Баторій подарував село чоловіку на ім'я Ян Бенгер. Той, найімовірніше, був шляхтичем. На його честь поселення й отримало назву Янчинці. Хоч до того йменувалося «Колиба» чи «Колибів грунт».

## Історія
На території села виявлено залишки поселення трипільської культури.
До 1648 року село Колибаївка називалося Янчинці. Як писав у своїй праці відомий дослідник Поділля Юхим Сіцінський: Янчинці розташовувались при струмку Вільшанка який впадає в річку Жванець.
Згадка про це село зустрічається в актах першої половини XV ст. під назвою Колибаїв або Колибів ґрунт. Отже, є підстави вважати, що засновником села був Колиба, ймовірно виходець з Карпат, де колибою і досі називають гірські курені або землянки, у яких зимою живуть чабани.
1589 року, коли дана територія була надана польським королем Стефаном Баторієм Івану Бенгеру (польською Яну Бенгеру), змінюється і його назва.
На початку XVII ст. тут на землях кам'янецького староства Валентином Плісковським засноване село Колибаїв, яке в 1616 р. було повністю зруйноване в ході татарського набігу.
Від 1679 року село знову стало називатись Янчинці, стара назва у XVIII столітті була забута, і про неї нагадувало лише урочище Колибаїв яр. В XVIII столітті Янчинці належали спочатку Кам'янецькому староству, а пізніше перейшли у власність Моркова.
Якщо 1820 року жителів у селі було лише 131 особа, то уже в 1888-му — 326 чоловік на 38 господарств, а на початок ХХ століття — 737 жителів на 145 господарств.
На початку ХХ століття в Янчинцях почала будуватись школа з католицьким костелом (переважна більшість мешканців були поляками). На території нині діючої школи було закладено Г-подібний фундамент. Проте брак коштів, а згодом війна і революція сповільнили вказанні починання. В середині 20-х років школу вдалося добудувати. З того часу до 1936 року в селі діяла польська сільська рада та польська школа.

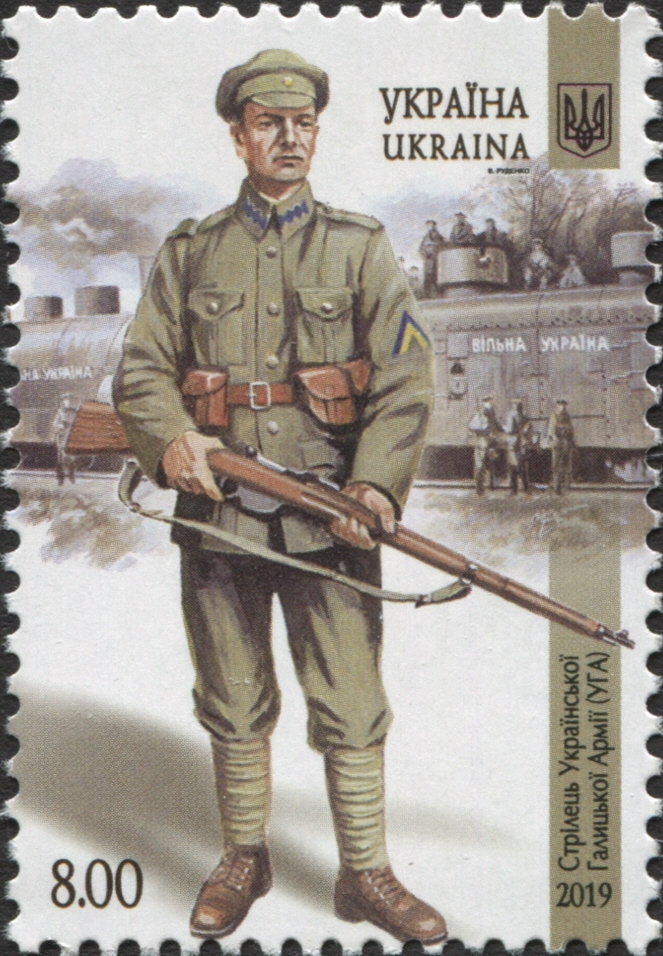
Поштова марка, зображено стрільця УГА

Часи УНР частини Української Галицької Армії на деякий час розташувалися в селах: Вербка, Безнісківці, Цівківці, Ходорівці, Янчинці, Кульчіївці, Баговиця, Станіславівка. Внаслідок поразки визвольних змагань на початку XX століття, село надовго окуповане російсько-більшовицькими загарбниками.
Останньою власницею села перед комуністичною владою була княгиня Дружецька.
Радянська окупація принесла колективізацію та розкуркулення, мешканці села зазнали репресій. Багатьох частинах Поділля відбувались масові селянські повстання, проти радянської влади.
В 1932–1933 селяни села пережили сталінський голодомор. Померлих від голодної смерті жителів ховали в урочищі «Чуприк» неподалік від села Острівчани. Хоронили померлих по декілька в одну могилу. Хрести були тимчасові, які з часом згнили.
Роки Великого терору 1936-1937 вбито осіб різних національностей і професій, багато людей було виселлено як сім'ї «ворогів народу». 28 квітня 1936 року ЦК КП(б)У було прийнято постанову за № 776—120 «Про виселення з Української РСР і розселення в Карагандинській області Казахської РСР 15 000 польських і німецьких господарств». Осіб, депортованих до Казахстану, розміщували просто неба на пустельних землях без житла та їжі, без будь-яких засобів існування. 11 серпня 1937 р. Єжов підписав наказ № 00485, який мав гарантувати «цілковиту ліквідацію» основних людських засобів польської розвідки в СРСР. «Польську операцію», яка мала тривати три місяці, було кілька разів продовжено і закінчено 15 листопада 1938 р. За даними НКВС від 10 липня 1938 року, у СРСР арештовано 134 519 осіб, що становило 53 % польського населення у Білорусі та Україні, станом на 15.11.1938 р. кількість заарештованих становила близько 150 тис. осіб (вважається, що приблизно 40–50 % було розстріляно). Кількість жителів Колибаївки, які постраждали від вище описаних подій досить значна та нараховує десятки. З-поміж висланих на схід під час депортацій була й родина 12-річної Рафаели Врублевської з Колибаївки. Вона разом із братами та батьками потрапила до глухого села в Акмолінській області. Додому сім'я повернулася лише після Другої світової війни.
Після завершення Другої світової війни у 1946—1947 роках мешканці села вчергове пережили голод.
До 1943 року в селі власного кладовища не було, православних ховали на кладовищі в селі Татариски, а католиків — на кладовищі в селі Зіньківці та міському польсько-фільварецькому кладовищі, де теперішній мікрорайон міста і територія костелу Серця Ісуса.
Указом Президії Верховної Ради УРСР від 4 червня 1945 року встановлено: «Село Янчинці іменувати село Колибаївка і Янчинецьку сільраду — Колибаївська».
За роки радянської влади в селі збудовано восьмирічну школу, клуб із залом на 300 місць, бібліотеку. Запрацювали медпункт, дитячі ясла. До послуг населення були швейна, шевська та годинникова майстерні.
Також в радянські часи розправи над вірянами були непоодинокими випадками. Торкалося це й жителів Колибаївки. Наприклад, 1968-го місцева жителька Юлія Боярська домоглася від «червоної» влади дозволу, аби таки відкрити в селі католицький храм. Проте її невдовзі побили місцеві міліціянти, а ідею з побудовою костелу довелося відкласти. Незважаючи на трагедії першої половини ХХ століття населення села демонструє зразкову релігійну та міжконфесійну толерантність.
З 1991 року в складі незалежної України.
У травні 1993 року розпочалось будівництво костелу Христа Царя та святого Йосифа Ремісника.
У 2020 році шляхом об'єднання сільських рад, село увійшло до складу Кам'янець-Подільської міської територіальної громади. Об'єднання в громаду має створити умови для формування ефективної і відповідальної місцевої влади, яка зможе забезпечити комфортне та безпечне середовище для проживання людей.
21 серпня 2022 року релігійна громада церква в селі Колибаївка перейшла з Московського патріархату в Православну Церкву України. Вперше, в місцевій церкві пролунала молитва українською мовою. Для успішного розвитку держави і суспільства має бути своя українська незалежна церква.

## Релігія
Селі функціонують:

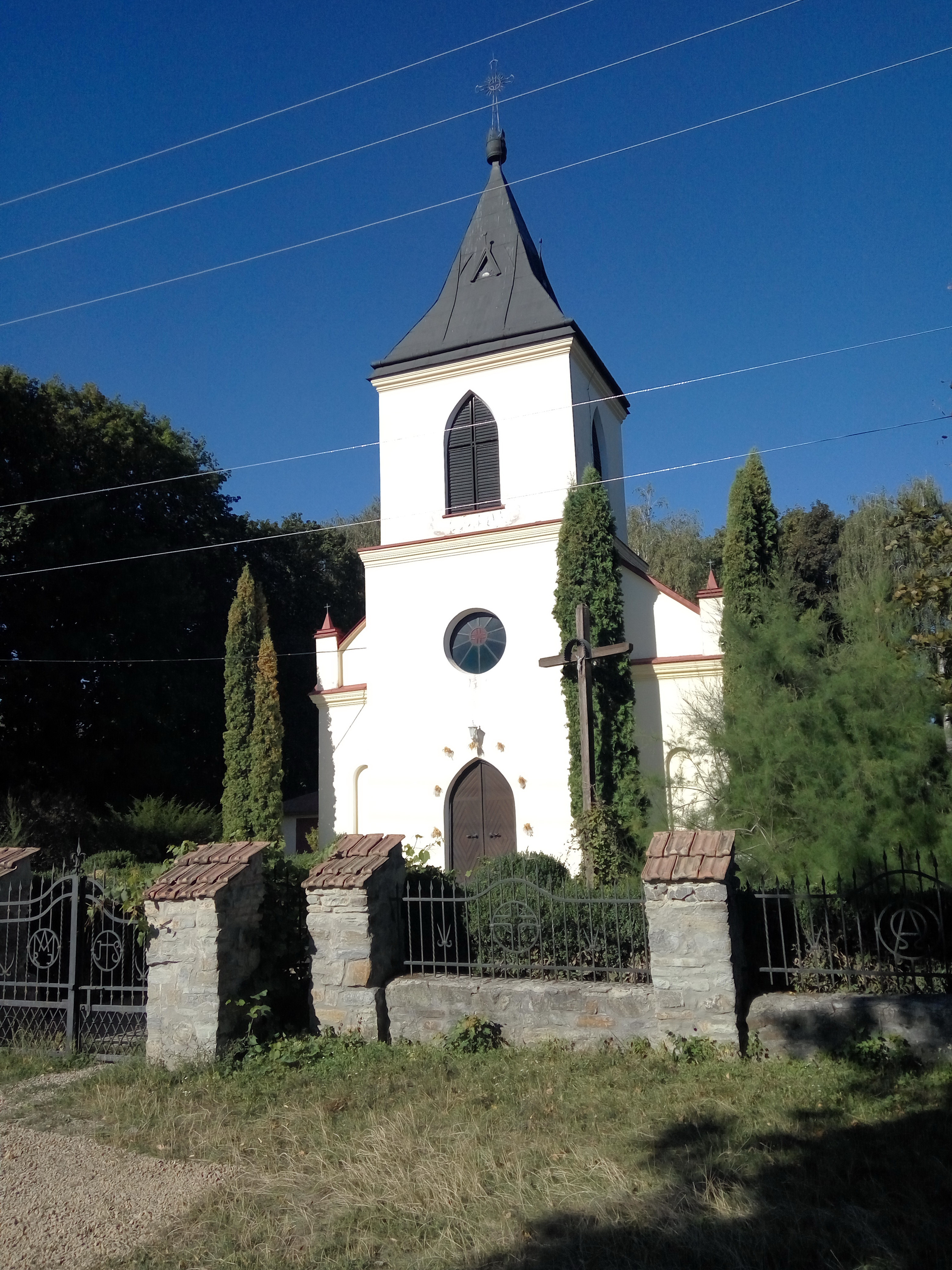
Римо-католицький храм

- Костел Христа Царя та святого Йосифа Ремісника (РКЦ)
- Церква Архистратига Михаїла (ПЦУ)

## Населення
1820 року жителів у селі було 131 особа, вже 1888 року — 326 осіб на 38 господарств.
1893-го дослідник минувшини Поділля Віктор Гульдман у книзі писав про наявність 737 мешканців та 145 дворів.
Кількість наявного населення за переписом 1989 року в селі склало 1716 осіб.
За переписом населення України 2001 року в селі мешкало 1721 особа.
Згідно перепису 2015 року селі проживало 1742 особи.

### Мова

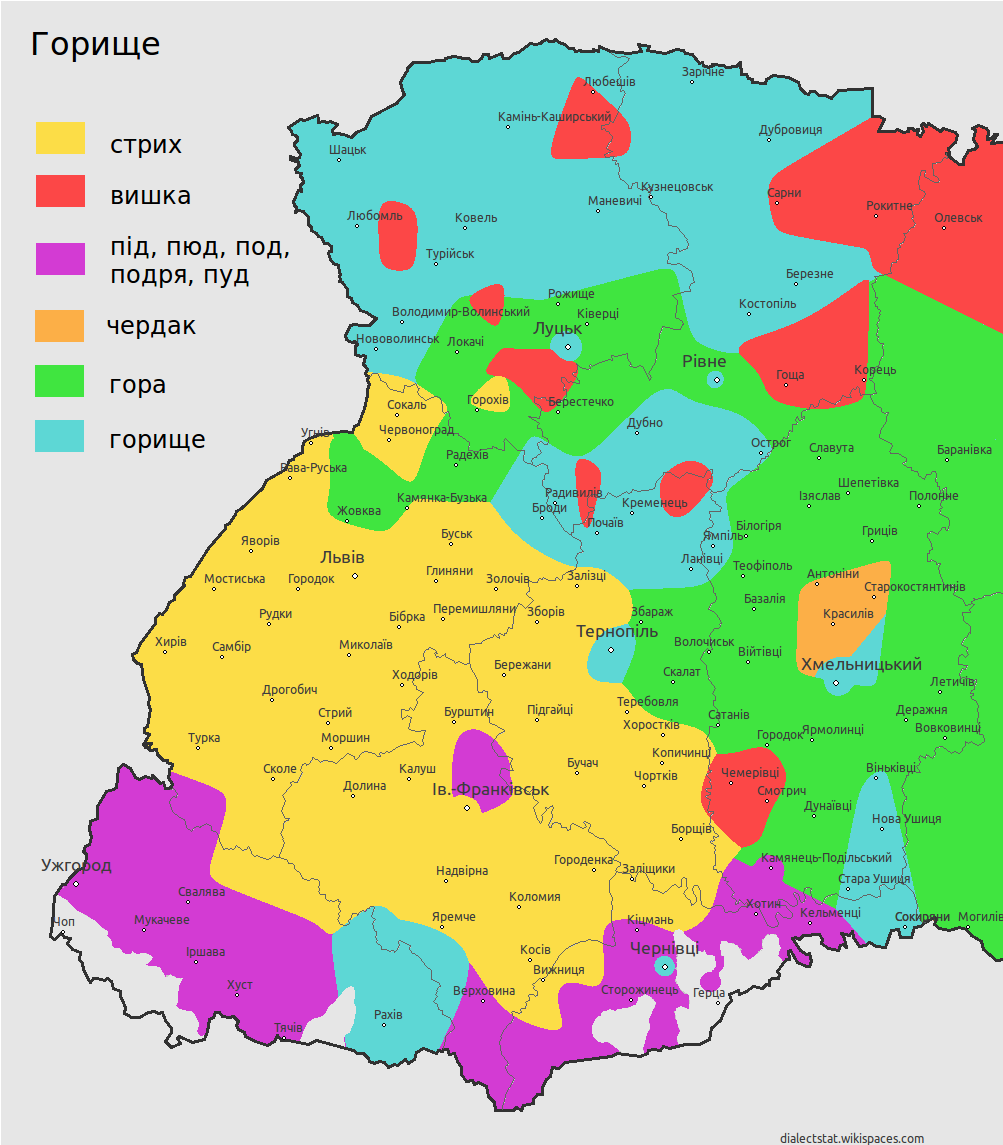
Селі Колибаївка поширені такі діалекти слова «горище»: гора, стрих, під, пюд, подря, под, пуд

У селі поширені західноподільська говірка та південноподільська говірка, що відносяться до подільського говору, який належить до південно-західного наріччя.
Розподіл населення за рідною мовою за даними перепису 2001 року:
| Мова       | Відсоток |
| ---------- | -------- |
| українська | 97,99 %  |
| російська  | 1,55 %   |
| білоруська | 0,17 %   |
| польська   | 0,11 %   |
| молдовська | 0,06 %   |
| вірменська | 0,06 %   |

## Охорона природи
Село лежить у межах національного природного парку «Подільські Товтри».

## Відомі люди
- Валентина Євгенівна Врублевська (1923—2019) — полька, неписьменна, колгоспниця. УНКВС Вінницької області як неблагонадійний елемент вислана за межі України 1936 року. Реабілітована згідно із Законом України від 17.04.91 року.

## Галерея

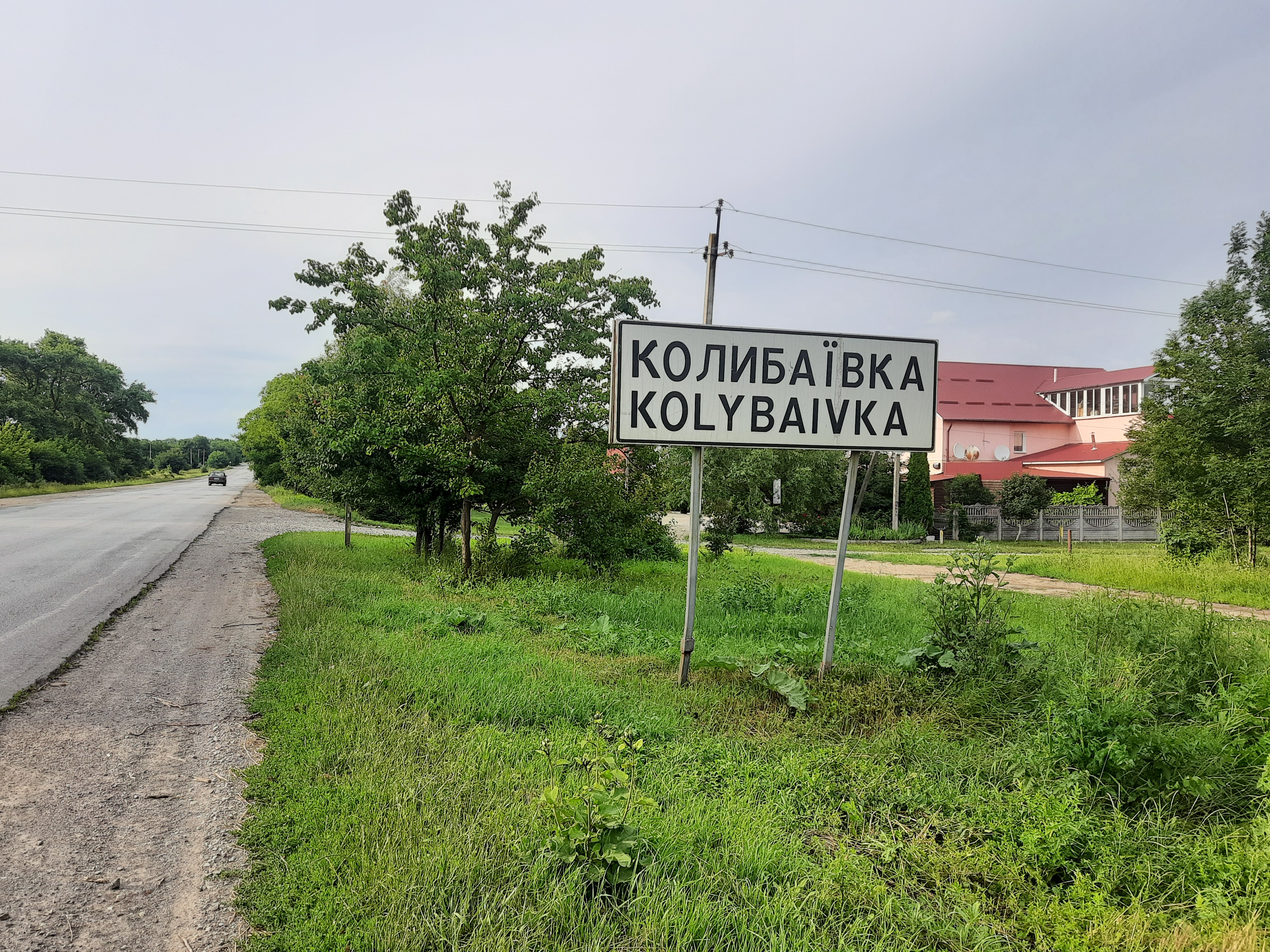
В'їзд у село
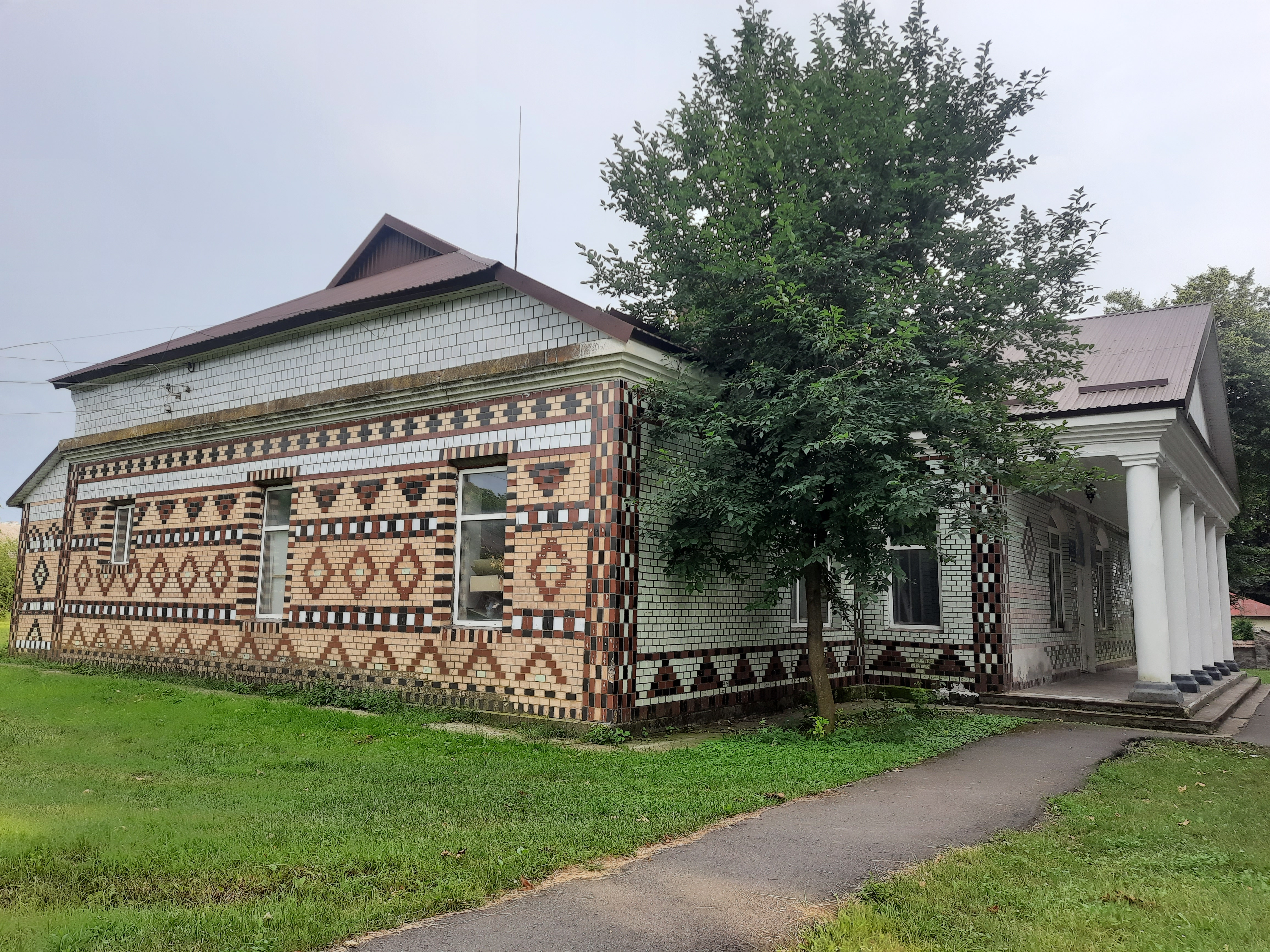
Будинок культури
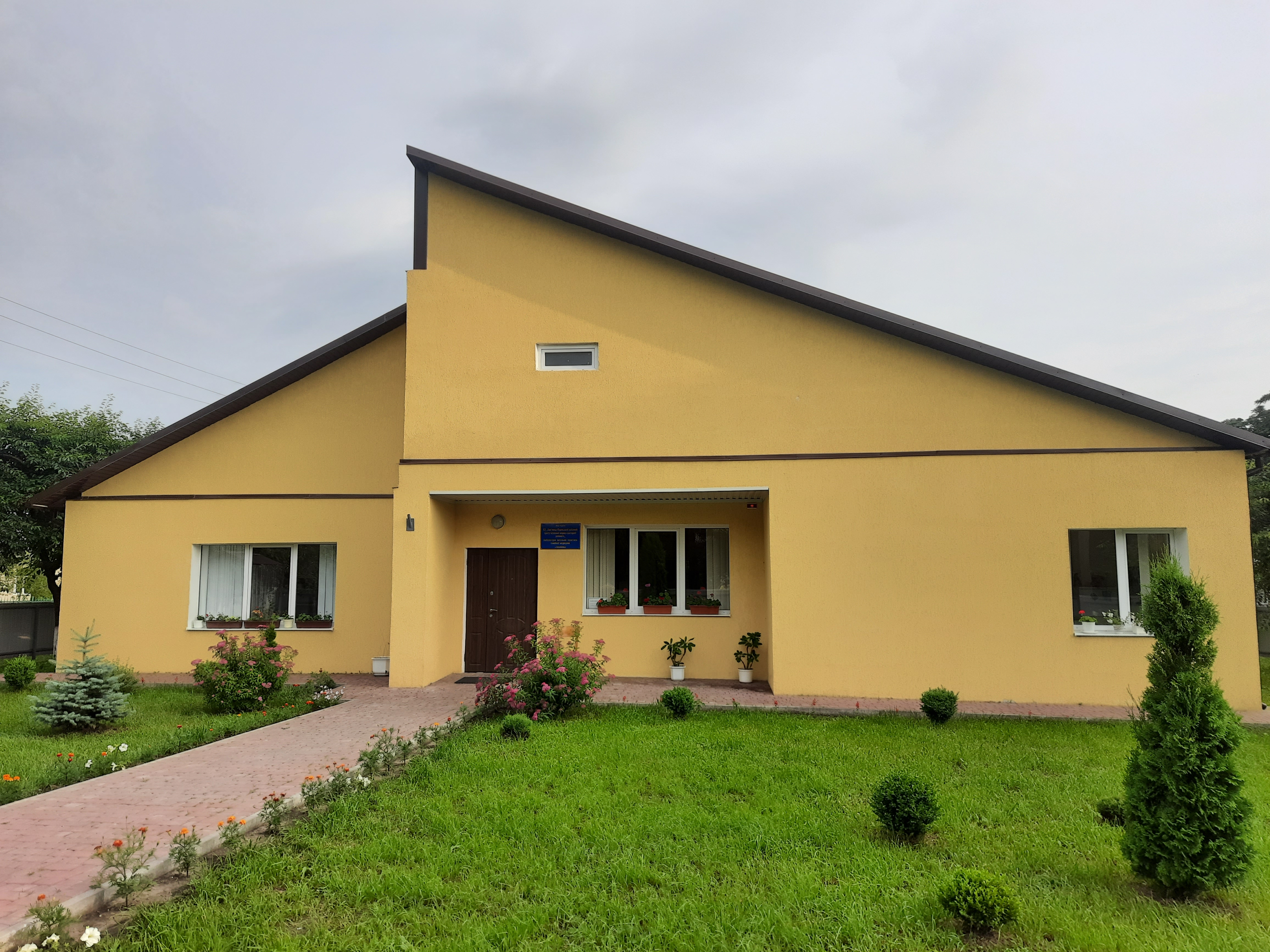
Амбулаторія
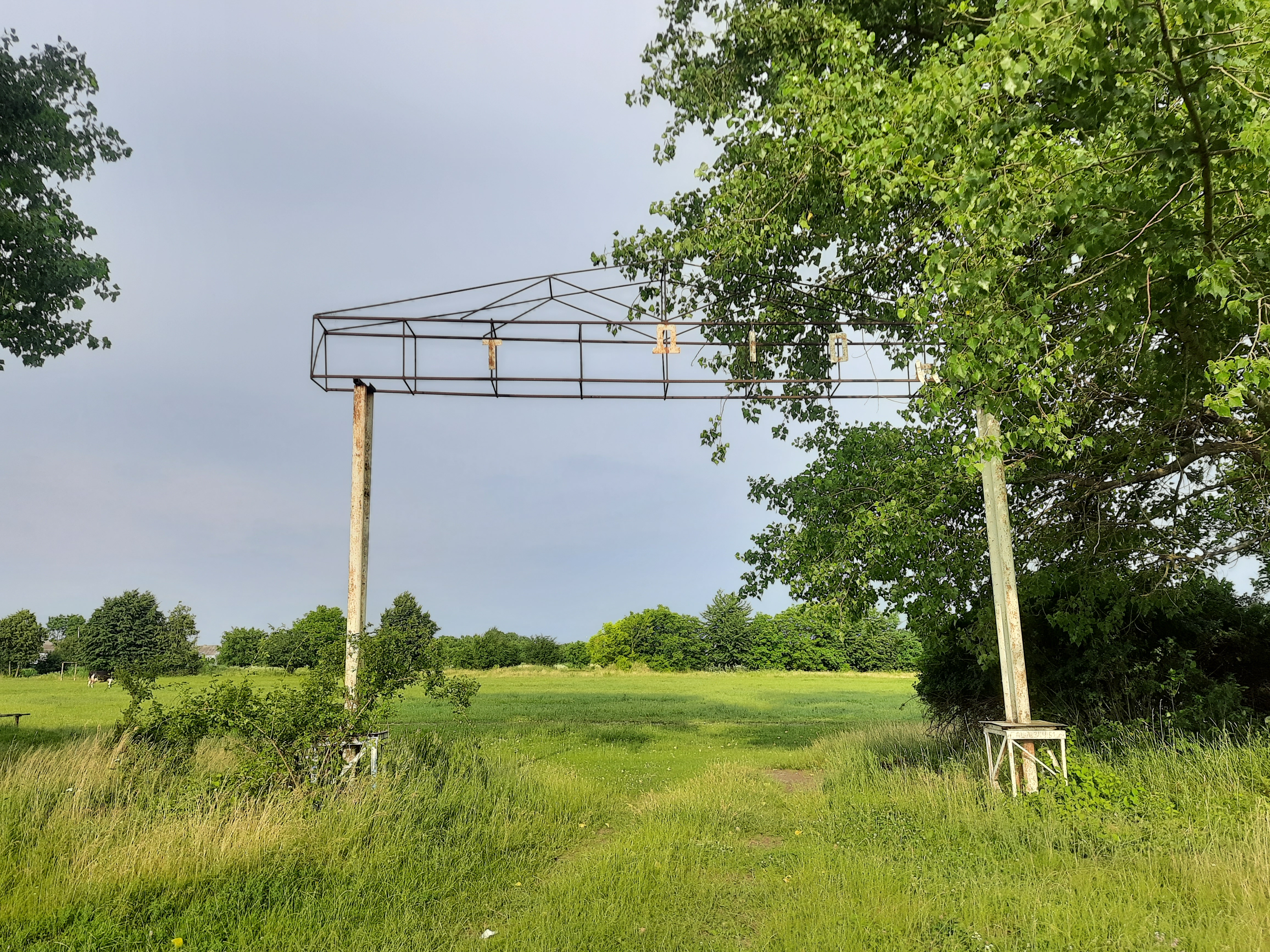
Стадіон
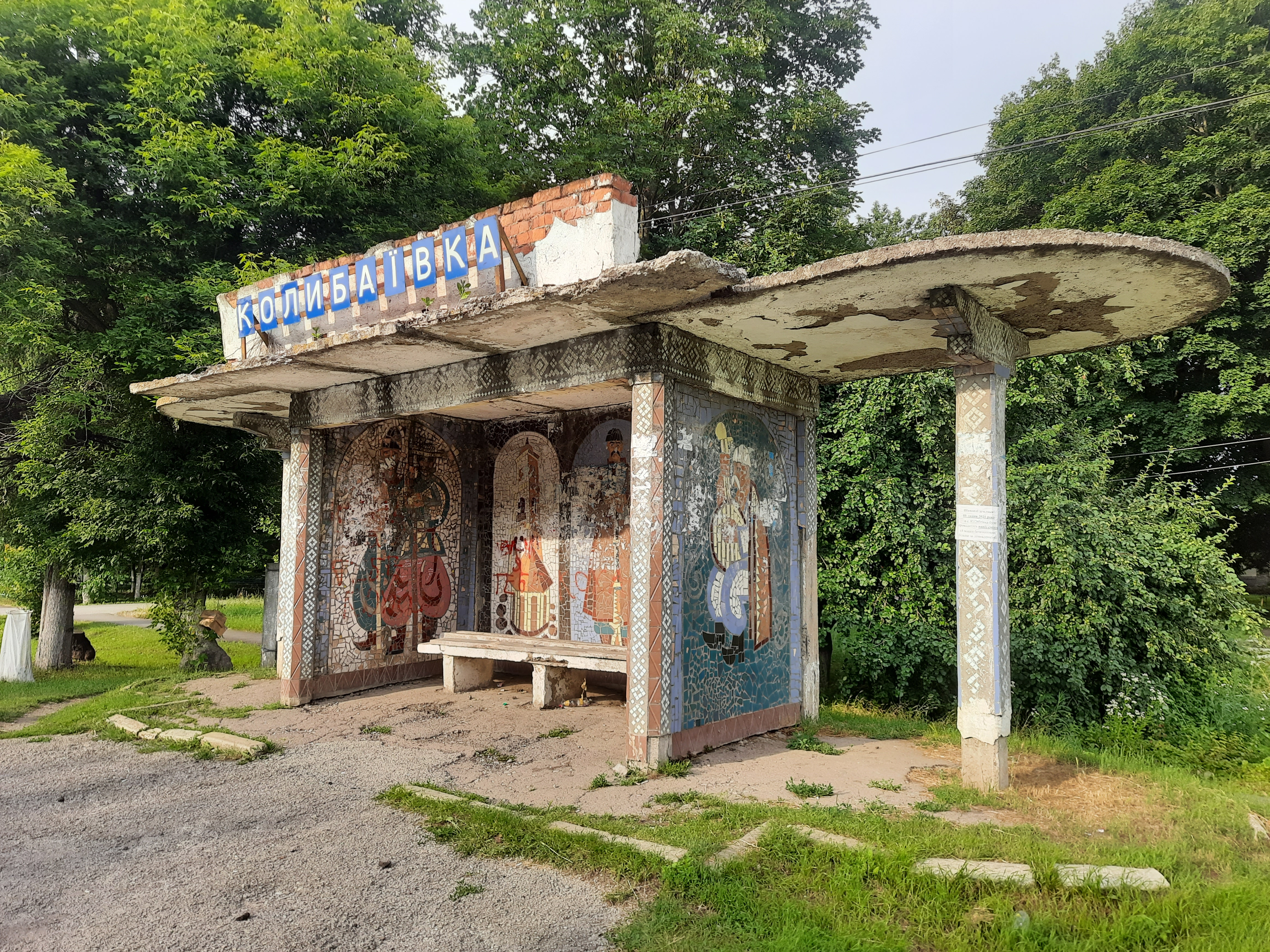
Автобусна зупинка